# Маликова, Анна Игнатьевна
Анна Игнатьевна Маликова (род. 1913, село Белокуракино, теперь поселок Белокуракинского района Луганской области — ?) — советская деятельница сельского хозяйства, телятница на экспериментальной базе Украинского научно-исследовательского института животноводства «Украинка» Харьковского района, новатор сельскохозяйственного производства. Герой Социалистического Труда (10.07.1950). Депутат Верховного Совета УССР 3-го созыва.

## Биография
Родилась в крестьянской семье.
Трудовую деятельность начала в 1930 году в колхозе «Красная звезда» села Белокуракино Луганской области. В 1939 году переехала в Харьков, работала санитаркой в детских яслях.
С 1946 года работала телятницей экспериментальной базы «Украинка» Украинского научно-исследовательского института животноводства в Харьковском районе.
В 1949 году 27 закреплённых за ней телят в возрасте от 4 до 6 месяцев давали более килограмма среднесуточного прироста в весе. За достигнутые успехи в развитии животноводства была удостоена звания Героя Социалистического Труда.

## Награды
- Герой Социалистического Труда (10.07.1950)
- орден Ленина (10.07.1950)
- медали